# Omakase

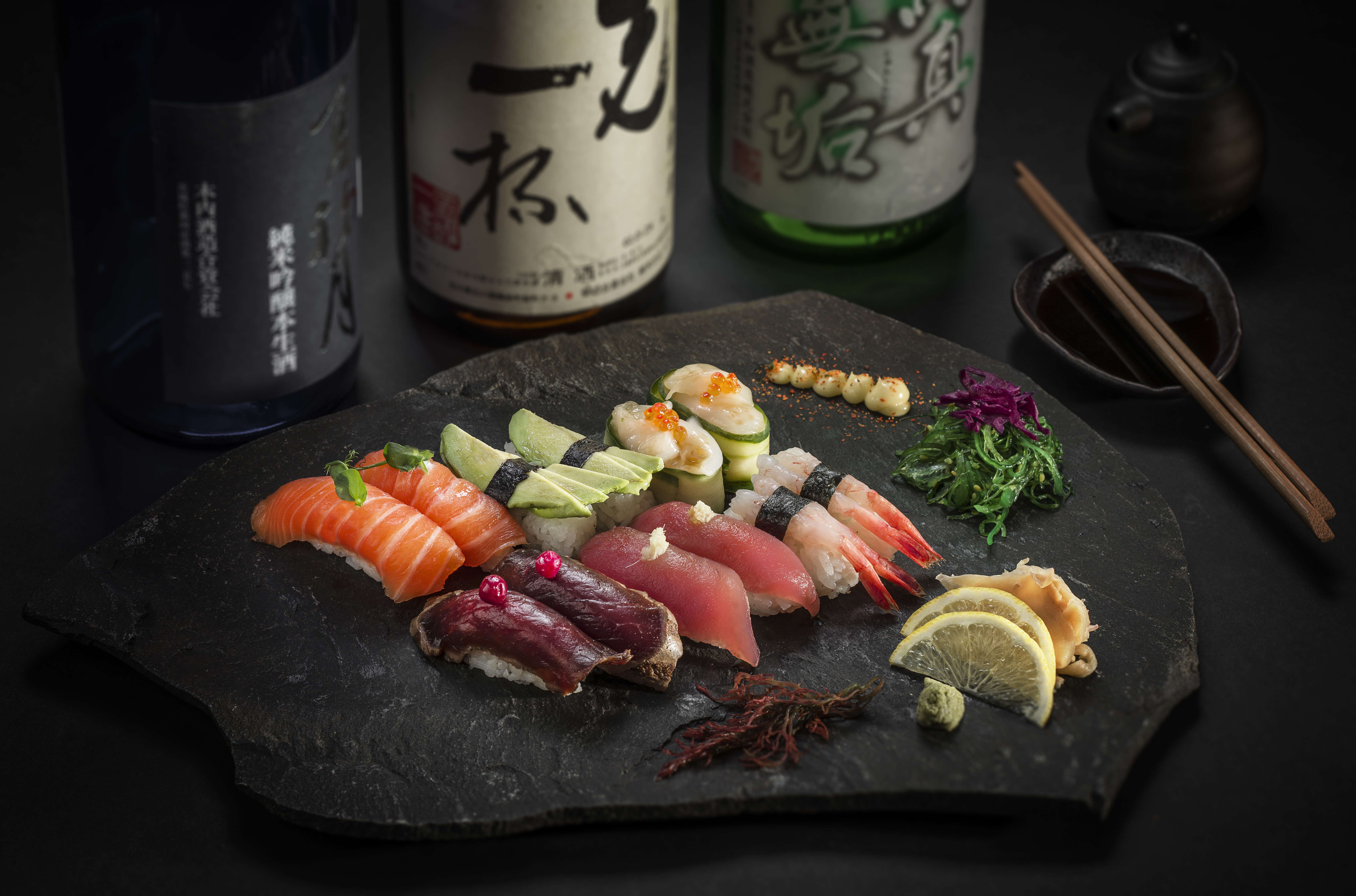
Un omakase de niguiri sushi.

Omakase (お任せ?) es una expresión japonesa que significa «lo dejo en ti», o «lo dejo en tus manos», y es dicha por el cliente de un restaurante, generalmente de sushi, para indicarle al chef que prepare lo que él desee. El cliente no puede elegir, y debe aceptar el plato que le llegue a la mesa.

## Protocolo
Tiene su origen en los restaurantes de sushi. En el protocolo japonés, este método de ordenar la comida es usado por los ejecutivos de empresa cuando quieren invitar a sus socios en el restaurante que frecuenta habitualmente y, por lo tanto, es de confianza. Éste se considera un trato distintivo y muy valorado. De hecho, es normal que los menús ejecutivos estén escritos a mano y ni siquiera incluyan precios. Por regla general, lo que elabora el chef es más barato de los platos similares elegidos à la carte.
El omakase consiste en diez a veinte piezas de sushi en diferentes tiempos. Se suele acompañar de té japonés caliente, y el postre rara vez se incluye. Cuando se completa el omakase, el comensal es libre de pasar a ordenar ítems del menú normal, o bien pedir más de algún plato en específico.
El servicio omakase es una apuesta de confianza al chef; de esta forma el cliente por regla general recibe los alimentos de la más alta calidad, el pescado más fresco, la mejor presentación, etc. Rechazar el plato es una gran desconsideración y ofensa. No todos los restaurantes ofrecen omakase y se aconseja pedirlo tan solo en aquellos que uno frecuenta habitualmente. No se recomienda omakase a personas alérgicas, o que por lo menos avisen previamente de sus alérgenos.

## Terminología
O-makase proviene del verbo makaseru (任せる?), 'confiar' o 'encomendar'. El cliente suele requerir al camarero お任せ料理 (omakase ryoori?) 'comida en manos del chef', que suele considerarse el mejor trato, o お任せお願いします (omakase onegaishimasu?), donde onegaishimasu significa 'por favor', 'hágame el favor'.

## Expansión del término
La expresión omakase se ha expandido a Occidente, especialmente en los restaurantes de alta cocina, para denominar el servicio sin menú, o menú sorpresa, en el que los comensales no saben qué platos van a probar. Por ejemplo, el célebre restaurante mexicano Pujol ofrece un menú «omakase de tacos» a los clientes. El omakase es usado por restaurantes de alta cocina para ofrecer creativos menús degustación sorpresa. Sin embargo, en Japón, su lugar de origen, el omakase se restringe exclusivamente al sushi más tradicional.